# Djurfarmen
Djurfarmen (även utgiven som Djurens gård: en saga, i original Animal Farm: A Fairy Story) är en satirisk roman och fabel av George Orwell från 1945. Boken handlar om händelserna fram till och under Stalin-eran innan andra världskriget. Orwell, som var en demokratisk socialist, var kritisk till Josef Stalin och ogillade stalinismen, framförallt efter hans erfarenheter med NKVD, och vad han såg som resultat av påverkan från kommunistpolicyn (”oupphörliga arresteringar, censurerade tidningar, omkringstrykande horder av beväpnade poliser” - ”Kommunismen är nu en motrevolutionär styrka”), under spanska inbördeskriget. I ett brev till Yvonne Davet beskrev Orwell Djurfarmen som sin roman ”mot Stalin”.
Romanen handlar inte bara om revolutionens korruption av dess ledare, utan även om hur ondska, kallsinne, ignorans, begär och kortsiktighet förstör alla möjligheter till en utopi. Enligt romanen är det inte själva handlingen utan korrupt ledarskap som är problemet med revolutioner. Djurfarmen visar även hur potentiell ignorans och likgiltighet inför en revolutions problem kan skapa skräckhändelser om inte en mjuk övergång till en folklig regering sker.

## Handling
Boken handlar om en bondgård, Manor Farm, där djuren bestämmer sig för att göra uppror mot bonden. Revolutionen äger rum, och livet på gården utvecklas inledningsvis till det bättre då djuren får mer mat. De som styr farmen är grisarna Snöboll och Napoleon. Den goda tiden slutar när Snöboll blir bortjagad av hundar på befallning av Napoleon. Napoleon tar över gården och anklagar Snöboll för att ha stått på bondens sida. Gården utvecklas till en hemsk diktatur och alla de orättvisor som funnits under bondens regim kommer tillbaka.
Boken är en allegori över utvecklingen i Sovjetunionen och figurerna kan jämföras med de styrande i Sovjet: Napoleon föreställer Stalin och Snöboll Trotskij som blev bortjagad från Sovjetunionen och sedan dödades. Undantaget är dock att det var Lenin och inte Stalin som tillsammans med Trotskij ansvarade för ryska revolutionen. Inga av djuren kommer ihåg hur det var innan de jagade iväg bonden men de utgår från att det är bättre nu när bonden är bortdriven. De inser långsamt att något är fel och att Napoleon förvandlas från gris till människa; från fyrbent utan kläder till tvåbent med kläder. Orwell skrev i inledningen till originalupplagan att boken i första hand handlar om Sovjetunionen men att förhållandena inte var mycket annorlunda i England under tiden James Callaghan och Labour-partiet hade makten.

## Rollfigurer

### Grisar
Gamle Majoren
En åldrad och prisbelönt galt som inspirerar till upproret som inleder boken. Han är en allegori för Karl Marx och Lenin, kommunismens grundare, genom att han sätter upp revolutionens principer. Att hans skalle ställs ut till allmän beskådan liknar även Lenin, vars balsamerade kropp visades upp efter hans död.
Napoleon
"En stor Berkshire-gris med ett ganska vilt utseende, den Berkshire-grisen på gården, som inte pratar mycket, men som har rykte om sig att få saker som han vill". Napoleon, som är en allegori för Josef Stalin, är huvudskurken på Animal Farm. Han bygger successivt upp sin makt och använder hundarna Jessie och Bluebell, som han själv uppfostrat till att bli onda, som sin säkerhetspolis. Efter att ha fördrivit Snöboll från farmen tar Napoleon enväldigt över makten och använder falsk propaganda från Tjalle samt hot och skrämsel från hundarna för att hålla djuren på plats. Bland annat ändrar han successivt principerna till sin egen fördel. I bokens slut kan han och hans kamratgrisar gå upprätt och har på många sätt börjat bete sig som människorna som de ursprungligen revolterade mot.
Snöboll
Napoleons rival och den ursprungliga ledaren på gården efter störtandet av bonden. Han är huvudsakligen baserad på Lev Trotskij, men har drag av Lenin. Han vinner över de flesta djuren och får deras tillit genom att få en bra första skörd. Snöboll arbetar aktivt för gårdens bästa, och utvecklar planer för att hjälpa djuren att nå visionen av en egalitär utopi, men Napoleon och hans hundar jagar bort honom från gården. Napoleon sprider därefter rykten som får Snöboll att verka elak och korrupt, och hävdar till och med att han i hemlighet saboterade djurens försök att förbättra gården.
Tjalle
Ett litet, vitt och fett svin som tjänar som Napoleons högra hand och propagandaminister, med en position som liknar Molotovs. Tjalle manipulerar språk för att ursäkta, rättfärdiga och lovprisa Napoleons ageranden. Han begränsar debatten genom att komplicera den och han förvirrar och desorienterar, samt hävdar att grisarna behöver extra lyx för att fungera ordentligt. När ifrågasättanden uppstår använder han ofta hot om att bonden kommer återvända, för att rättfärdiga grisarnas privilegier. Tjalle använder statistik för att övertyga djuren om att livet blir bättre och bättre. De flesta djuren har bara matta minnen av livet innan revolutionen, och övertygas därför av Tjalles argument. Han blir slutligen den första grisen att gå på två ben.

### Människor
Jones (bonden)
Jones ska representera som Nikolaj II, och är gårdens förre ägare. Jones dricker mycket och djuren gör uppror mot honom då han dricker så mycket att han inte tar hand om dem. Jones och hans medarbetares försök att återta gården misslyckas i slaget vid ladugården.
Frederick
Ägaren till Pinchfield, en välhållen granngård, som motsvarar Adolf Hitler. Han köper trä från djuren för förfalskade pengar och attackerar dem senare, samt förstör vindkvarnen, men besegras till slut i slaget vid vindkvarnen. Det ryktas om att han behandlar sina djur dåligt, bland annat att han kastar hundar in i smältugnen. Pinchfield är mindre än Pilkingtons Foxwood men drivs effektivare, och en kort period ingår Frederick en "allians" med Napoleon genom att erbjuda trä från honom men sviker avtalet och invaderar Djurfarmen i en blodig invasion.
Pilkington
Ägaren till den övervuxna gården Foxwood. Foxwood skall vara mycket större än Pinchfield, men mindre effektivt skött. Pilkington motsvarar västvärlden och de demokratiska staterna.
Mr. Whymper
Man som anställs av Napoleon för allmänna relationer mellan Djurfarmen och det mänskliga samhället.

### Hovdjur
Boxer
Lojal, snäll, tillgiven och respekterad häst. Han är den fysiskt starkaste på gården, men lättpåverkad, vilket får honom att säga "Jag kommer att arbeta hårdare" och "Napoleon har alltid rätt", trots korruptionen. Motsvarar den sovjetiska arbetarklassen.
Clover
Ett sto och Boxers vän, som alltid bryr sig om honom. Hon är som en mor för de andra hästarna och djuren.
Mollie
Mollie är en självcentrerad ung häst vars enda nöje är att bära medaljer i sin man, äta sockerbitar och skämmas bort av människor. Hon lämnar gården för en annan farm och nämns bara en gång igen.
Benjamin
Benjamin är en åsna och ett av de äldsta djuren. Han har det värsta temperamentet, men är även visast på gården och är en av få som faktiskt kan läsa. Han kan läsa "lika bra som alla grisar" Benjamin är en nära vän till Boxer, och gör inget för att varna de andra djuren om grisarnas korruption, som han i tysthet inser breder ut sig allt mer. När han frågas om han var gladare efter revolutionen än före säger Benjamin att "åsnor lever länge. Ingen av er har sett en död åsna." Han är skeptisk och pessimistisk, och säger ofta att "livet fortsätter som det alltid har gjort, det vill säga, dåligt."

### Andra djur
Muriel
En vis gammal get som känner alla djuren på gården. Hon, likt Benjamin och Snöboll, är ett av få djur som kan läsa (dock med svårighet, då hon måste bokstavera först) och hjälper Clover att inse att alla principerna successivt har förändrats.
Korpen Moses
En gammal kråka som besöker gården då och då, och trakterar invånarna med berättelser om ett underbart ställe bortom molnen som kallas "Sugarcandy Mountain" dit han säger att alla djur kommer när de dör, men enbart om de arbetar hårt. Han tolkas som en symbol för den ryska ortodoxa kyrkan, där Sugarcandy Mountain är en allusion för himlen. Han tillbringar sin tid med att få djuren att tänka på Sugarcandy Mountain snarare än arbete, och arbetar inte själv. Han lämnar gården efter upproret, då han inte känner sig jämlik med de andra, och alla djur ska vara jämlika enligt de nya principerna. I slutet av boken återvänder han igen för att fortsätta att hävda Sugarcandy Mountains existens. De andra djuren förvirras av grisarnas attityd mot Moses - de hävdar att hans påståenden är nonsens, men låter honom stanna. Grisarna gör detta för att få de tvivlande djuren att hoppas om ett lyckligt liv efter detta, och för att de ska tänka på Sugarcandy Mountain istället för uppror. I slutet är Moses en av de få som minns upproret, tillsammans med Clover, Benjamin och grisarna.
Fåren
De visar begränsad förståelse för situationen men stödjer den icke desto mindre. De repeterar ofta fraser "fyra ben bra, två ben dåligt". I slutet av romanen har en av principerna ändrats då grisarna går på två ben, och ropet ändras till "fyra ben bra, två ben bättre". Grisarna litar på att fåren ropar ner allt missnöje.
Hönorna
Hönorna är bland de första som gör uppror mot Napoleon. I gensvar till att tvingas ge bort fler ägg förstör de sina ägg istället för att ge dem till högre makter (grisarna), som vill sälja dem till människorna. Napoleon skrämmer dem och svälter dem tills grisarna får det de vill. Nio av hönorna dör, men begravs ändå på passande sätt, med en fin berättelse om varför de dog.

## Produktion och spridning
George Orwell skrev manuskriptet mellan 1943 och 1944, efter sina upplevelser under spanska inbördeskriget, som han beskrev i sin Hyllning till Katalonien från 1938. I förorden till en utgåva från 1945 förklarade han hur han lärde sig "hur lätt totalitär propaganda kan kontrollera upplysta människors åsikter i demokratiska länder" när han flydde från kommunistrensningar i Spanien. Detta motiverade honom till att avslöja och fördöma vad han såg som den stalinistiska korruptionen av de ursprungliga socialistiska idealen.
I förordet beskrev även Orwell vad som gav honom idén till att använda gården i boken:
| ” | ...Jag såg en liten pojke, kanske tio år gammal, som körde en stor arbetshäst längs en smal väg, och slog den så fort den försökte vända. Det slog mig att om bara sådana djur blev medvetna om sin styrka skulle vi inte ha någon makt över dem, och att män exploaterar djur på samma sätt som rika exploaterar proletariatet. | „ |

Strax innan han började skriva romanen gav Informationsministeriet i Storbritannien ut en skrift för propagandister med instruktioner om hur man kuvar ideologiska rädslor från Sovjetunionen. Denna skrift innehöll anvisningar om att propagandisterna skulle hävda att den röda terrorn var ett fantasifoster av nazistisk föreställning, och på grund av detta slutade Orwell på BBC.
Orwell hade stora svårigheter med att få manuskriptet publicerat, då man var rädd för att boken kan uppröra alliansen mellan USA, Storbritannien och Sovjetunionen. Fyra förlag vägrade: ett accepterade först, men avböjde efter att ha varit i kontakt med det brittiska Informationsministeriet. Secker and Warburg publicerade den första utgåvan 1945.

### Översättningar till svenska
Den första svenska översättningen av Nils Holmberg kom 1946 och hade titeln Djurfarmen: saga. Översättningen har getts ut i flera upplagor, den senaste 1980. År 1983 publicerade Bra Böcker en nyöversättning av Jan Wahlén, även den med titeln Djurfarmen och med förord av Tore Zetterholm. Samma översättning gavs även ut 1983 av bokförlaget Atlantis med titeln Djurens gård, en saga. År 2021 gav Bakhåll ut boken med titeln Djurens gård i nyöversättning och med efterord av Christian Ekvall.

## Betydelse

Horn- och hovflaggan som beskrivs i boken verkar vara baserad på hammaren och skäran.

I Östblocket var både Djurfarmen och 1984 på listan över förbjudna böcker fram till die Wende 1989, och fanns bara tillgängliga via hemliga Samizdat-nätverk.
Slaget om väderkvarnen kallas av Sant Singh Bal som en "av de viktiga episoderna som utgör själva essensen av romanens handling". Harold Bloom skriver att "Slaget om väderkvarnen får en viss klocka att ringa: avvisandet av Hertigen av Braunschweig 1792, efter det preussiska bombardemanget som gjorde väderkvarnen i Valmy känt". Peter Edgerly Firchow och Peter Hobley Davison menar dock att i verkligheten, där händelserna i Djurgården speglar Sovjetunionen, motsvarar detta fiktiva slag  Östfronten (andra världskriget), speciellt slaget vid Stalingrad och slaget om Moskva. Prestwick Houses Activity Pack om Animal Farm identifierar även Slaget om väderkvarnen som en allegori för andra världskriget, även om "katalysatorn för slaget om väderkvarnen dock är mindre klar". Under slaget borrar Frederick ett hål och placerar explosiva ämnen inuti, och därefter står det att "Alla djuren, förutom Napoleon" tog skydd. Orwell fick förläggaren att ändra detta från "Alla djuren, inklusive Napoleon", på grund av Stalins beslut att stanna i Moskva under det tyska framtåget.
Slaget om ladugården representerar den allierade invasionen av Ryska SFSR 1918 och besegrandet av de vita i det ryska inbördeskriget.

## Adaptioner
- Djuren gör revolt (1954) en brittisk-amerikansk animerad långfilm.
- Djurfarmen (1999) en brittisk-amerikansk TV-film med röster av bland andra Kelsey Grammer, Ian Holm, Julia Louis-Dreyfus, Julia Ormond, Pete Postlethwaite, Paul Scofield, Patrick Stewart och Peter Ustinov.